# Tamura
Tamura (jap. 田村市 Tamura-shi) – miasto w Japonii, na wyspie Honsiu, w prefekturze Fukushima. Ma powierzchnię 458,33 km². W 2020 r. mieszkało w nim 35 169 osób, w 12 130 gospodarstwach domowych  (w 2010 r. 40 422 osoby, w 11 918 gospodarstwach domowych) .

## Położenie
Miasto leży w środkowej części prefektury graniczy z miastami:
- Kōriyama
- Iwaki
- Nihonmatsu

## Historia
Tamura otrzymała status miasta 1 marca 2006. Powstała z połączenia miasteczek: Funehiki, Ogoe, Takine, Tokiwa oraz wsi Miyakoji.

## Miasta partnerskie
- Stany Zjednoczone: Mansfield